# Episodi di The Owl House - Aspirante strega (seconda stagione)
La seconda stagione della serie animata di The Owl House - Aspirante strega è stata trasmessa negli Stati Uniti su Disney Channel dal 12 giugno 2021. In Italia, i primi otto episodi della serie sono stati pubblicati sulla versione italiana di Disney+ il 2 marzo 2022, ma il doppiaggio italiano venne già aggiunto in precedenza sulla versione americana della piattaforma. Il 15 marzo 2022 viene annunciata per gli Stati Uniti la scaletta degli episodi della stagione "2B".
| n° | Titolo originale                       | Titolo italiano                                | Prima TV USA   | Pubblicazione Italia |
| -- | -------------------------------------- | ---------------------------------------------- | -------------- | -------------------- |
| 1  | Separate Tides                         | Strade separate                                | 12 giugno 2021 | 2 marzo 2022         |
| 2  | Escaping Expulsion                     | Sfuggire all'espulsione                        | 19 giugno 2021 | 2 marzo 2022         |
| 3  | Echoes of the Past                     | Echi del passato                               | 26 giugno 2021 | 2 marzo 2022         |
| 4  | Keeping Up A-fear-ances                | Mantenere le a-ppaur-enze                      | 3 luglio 2021  | 2 marzo 2022         |
| 5  | Through the Looking Glass Ruins        | Attraverso le rovine dello specchio            | 10 luglio 2021 | 2 marzo 2022         |
| 6  | Hunting Palismen                       | A caccia Amici-Amuleti                         | 17 luglio 2021 | 2 marzo 2022         |
| 7  | Eda's Requiem                          | Il Requiem di Eda                              | 24 luglio 2021 | 2 marzo 2022         |
| 8  | Knock, Knock, Knockin' on Hooty's Door | Toc, toc. Chi è che bussa alla Porta dei Gufy  | 31 luglio 2021 | 2 marzo 2022         |
| 9  | Eclipse Lake                           | Il Lago dell'Eclisse                           | 7 agosto 2021  | 13 aprile 2022       |
| 10 | Yesterday's Lie                        | Tornare dalla mamma                            | 14 agosto 2021 | 13 aprile 2022       |
| 11 | Follies at the Coven Day Parade        | Follie alla parata della festa delle congreghe | 19 marzo 2022  | 13 aprile 2022       |
| 12 | Elsewhere and Elsewhen                 | In altri luoghi e in altri tempi               | 26 marzo 2022  | 13 aprile 2022       |
| 13 | Any Sport in a Storm                   | Qualsiasi sport in una tempesta                | 2 aprile 2022  | 13 aprile 2022       |
| 14 | Reaching Out                           | Dare una mano                                  | 9 aprile 2022  | 13 aprile 2022       |
| 15 | Them's the Breaks, Kid                 | La sfida                                       | 16 aprile 2022 | 24 agosto 2022       |
| 16 | Hollow Mind                            | La mente vuota                                 | 23 aprile 2022 | 24 agosto 2022       |
| 17 | Edge of the World                      | Al confine del mondo                           | 30 aprile 2022 | 24 agosto 2022       |
| 18 | Labyrinth Runners                      | Corridoi nel labirinto                         | 7 maggio 2022  | 24 agosto 2022       |
| 19 | O Titan, Where Art Thou                | Oh Titano, dove sei                            | 14 maggio 2022 | 24 agosto 2022       |
| 20 | Clouds on the Horizon                  | Nubi all'orizzonte                             | 21 maggio 2022 | 24 agosto 2022       |
| 21 | King's Tide                            | Il sacrificio di King                          | 28 maggio 2022 | 24 agosto 2022       |